# Ponte a Elsa
Ponte a Elsa is een plaats (frazione) in de Italiaanse gemeente San Miniato.